# Martin Pringle
Ulf Martin Pringle, född 18 november 1970 i Backa församling i Göteborg, är en svensk före detta fotbollsspelare som senare bland annat också varit sportchef i Varbergs BoIS. Pringle är uppvuxen i Stenungsund.

## Spelarkarriär
Pringle har spelat i Vallens IF, Stenungsunds IF, Helsingborgs IF, Charlton Athletic FC och SL Benfica. Hans spelarkarriär fick ett olyckligt slut när han vid 31 års ålder tvingades lägga av efter att ha blivit glidtacklad av Dave Challinor och brutit ena benet på två ställen. Han spelade två landskamper och gjorde ett landslagsmål.
Han gjorde comeback som fotbollsspelare i början av juli 2009, då han byttes in i den 76:e minuten i en träningsmatch för Örgryte IS mot Grundsunds IF (kombinationslag), en match som ÖIS vann med 6-0.

## Tränarkarriär
Pringle har varit huvudtränare i Kopparbergs/Göteborg FC i damallsvenskan, och har även tidigare varit assisterande tränare i Gais. Till säsongen 2008 fick Martin Pringle rollen som assisterande för Örgryte IS. Efter säsongen blev han istället huvudtränare för Västra Frölunda IF. Den 11 juli skrev Pringle på som assisterande tränare till Roland Nilsson i FC Köpenhamn, rollen som assisterande tränare delade han med Johan Lange.
I september 2015 tog Pringle över som tränare i Eskilsminne IF. I november 2018 lämnade han klubben. I november 2019 meddelade Varbergs BoIS att Pringle var klar som ny akademi- och sportchef i klubben. Pringle var sportchef i Varberg till 2022. I mars 2023 var Martin Pringle tillbaka i Eskilsminne IF som Teknisk- och Utvecklingschef och i december 2023 meddelade klubben att han tog över som huvudtränare.